# Andries Daniels

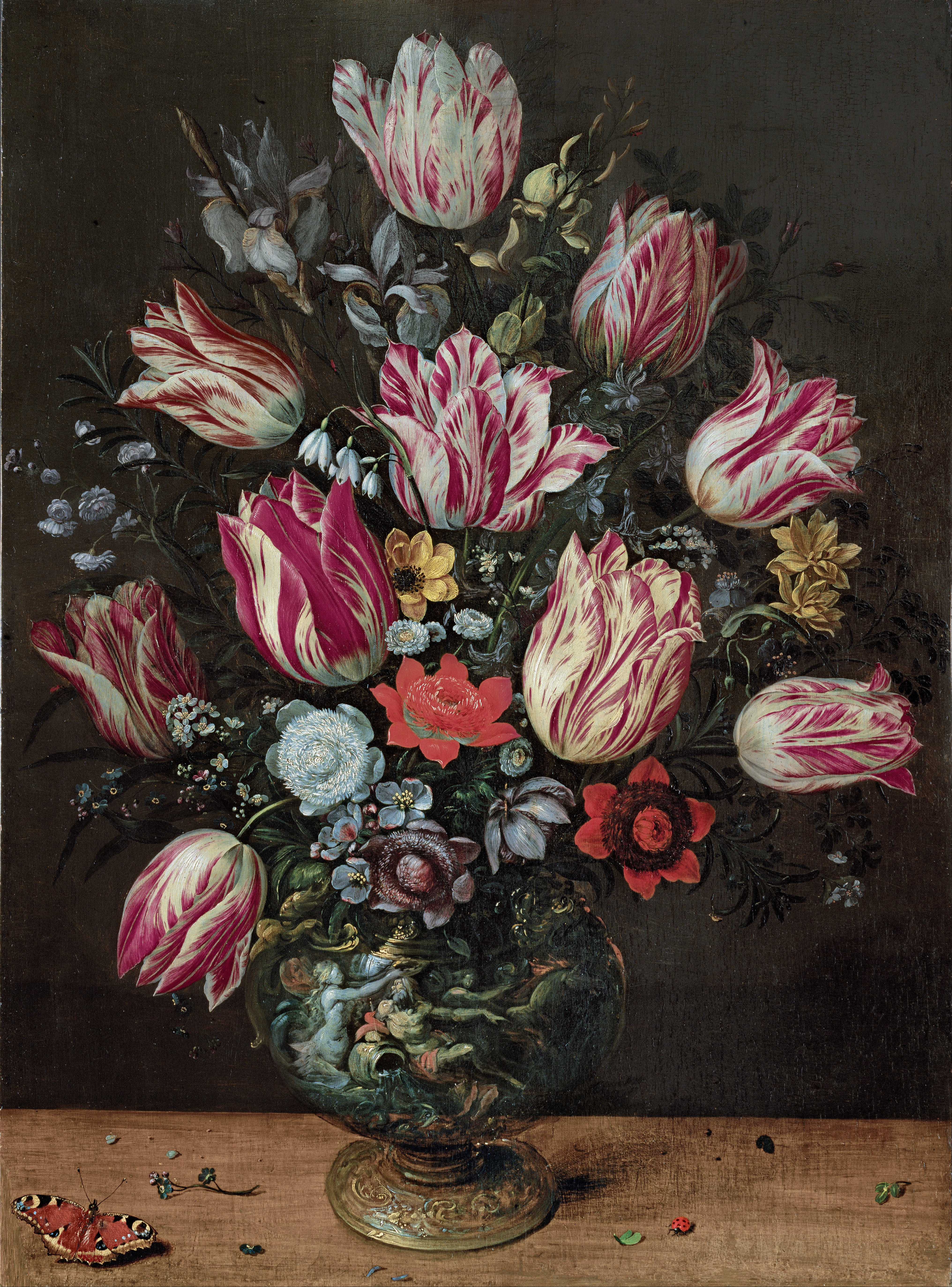
Andries Daniels y Frans Francken II, Florero con tulipanes, óleo sobre tabla, 55,6 x 40,7 cm, Bilbao, Museo de Bellas Artes de Bilbao.

Andries Daniels (c., 1580-1640) fue un pintor barroco flamenco especializado en la pintura de flores a la manera de Jan Brueghel el Viejo.
Discípulo de Pieter Brueghel el Joven, se le documenta inscrito en el gremio de San Lucas en 1599 como aprendiz y en 1602 ya como maestro. No se tienen otras noticias de su vida hasta el 25 de julio de 1640 en que se fechan las últimas voluntades comunes de Daniels y de su esposa Jozijnke van der Hoerst.
Se le ha atribuido una colaboración con Frans Francken II, a quien corresponderían las figuras decorativas que adornan un vaso de flores con tulipanes y otras flores del Museo de Bellas Artes de Bilbao y la Sagrada Familia en una firmada guirnalda de flores, en paradero actual desconocido, que ha servido para fijar el estilo del pintor,